# 日本黄脊蝗
日本黄脊蝗直翅目剑角蝗科黄脊蝗属的一个种，分布于日本、朝鲜半岛、越南和中国

## 图集

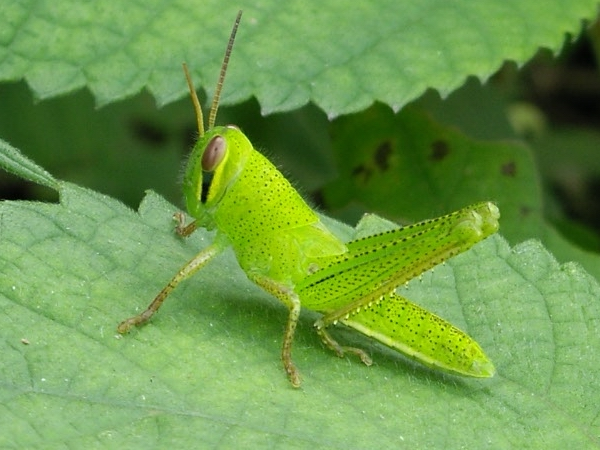
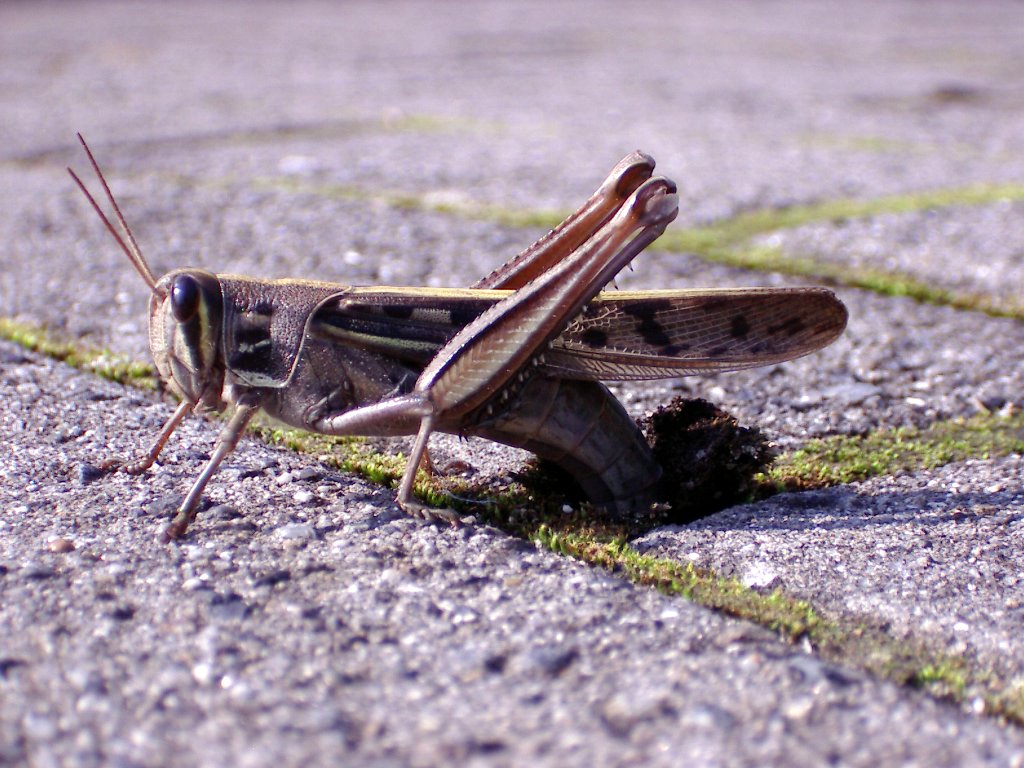
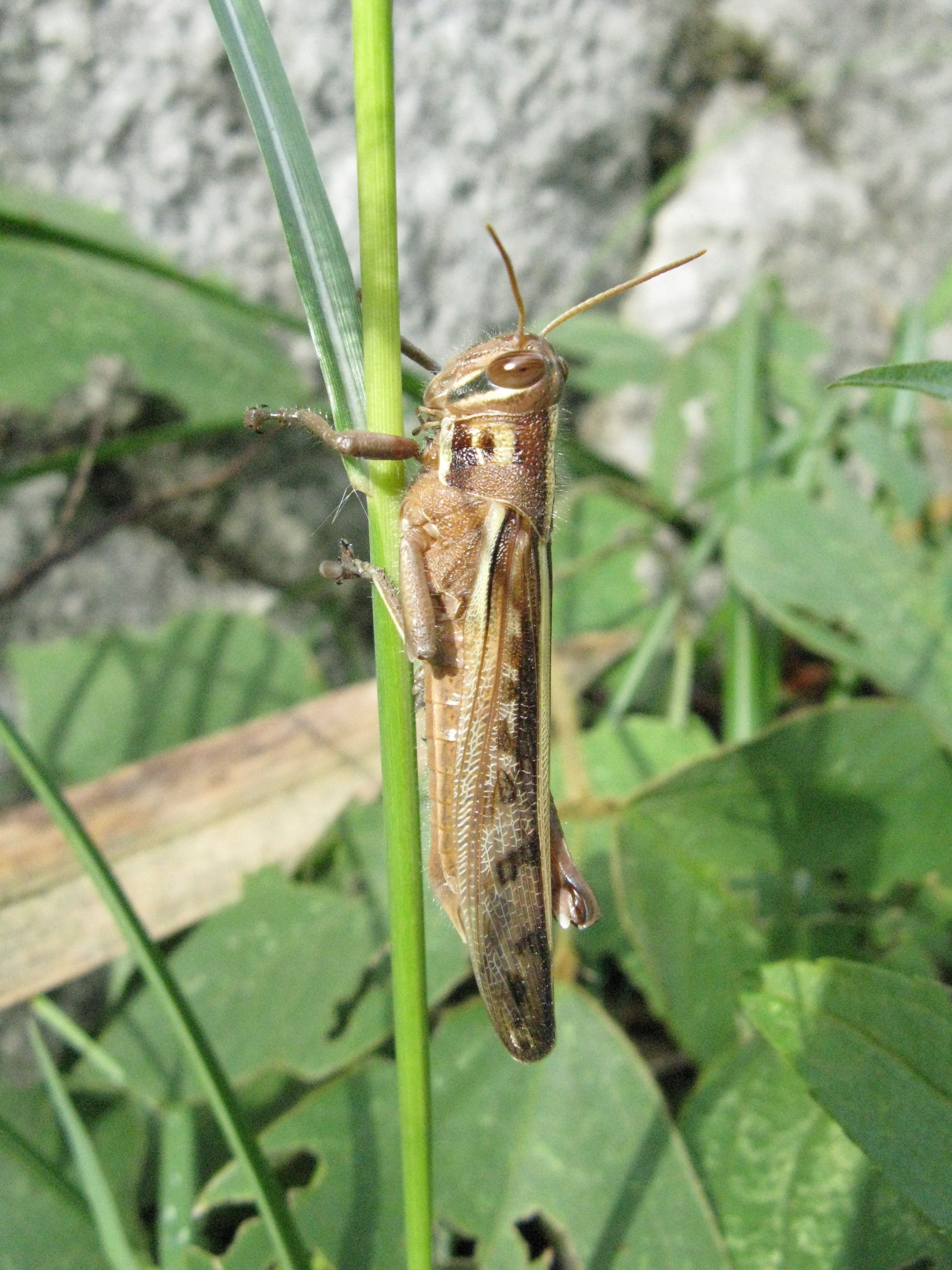
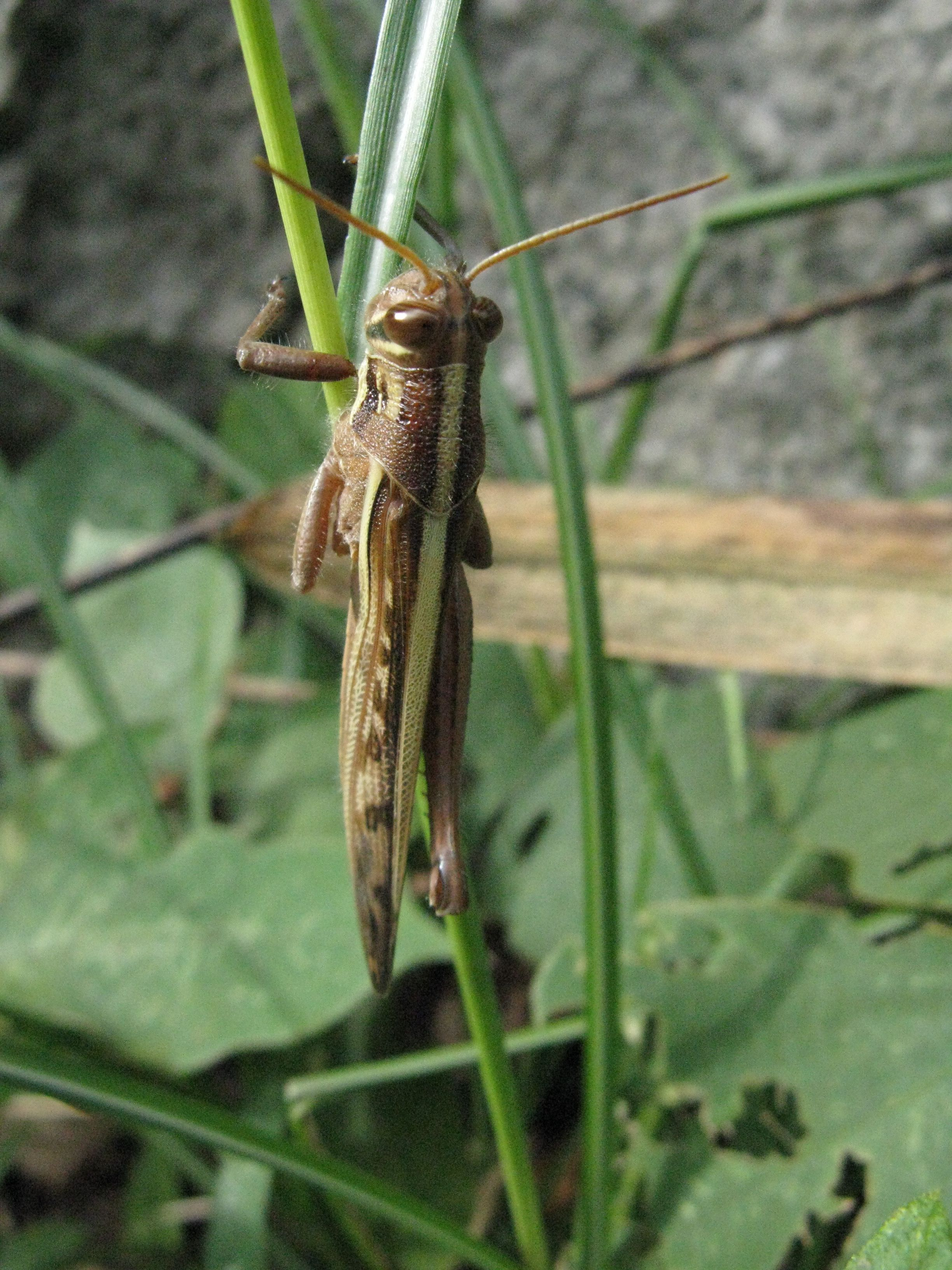